# Арієш

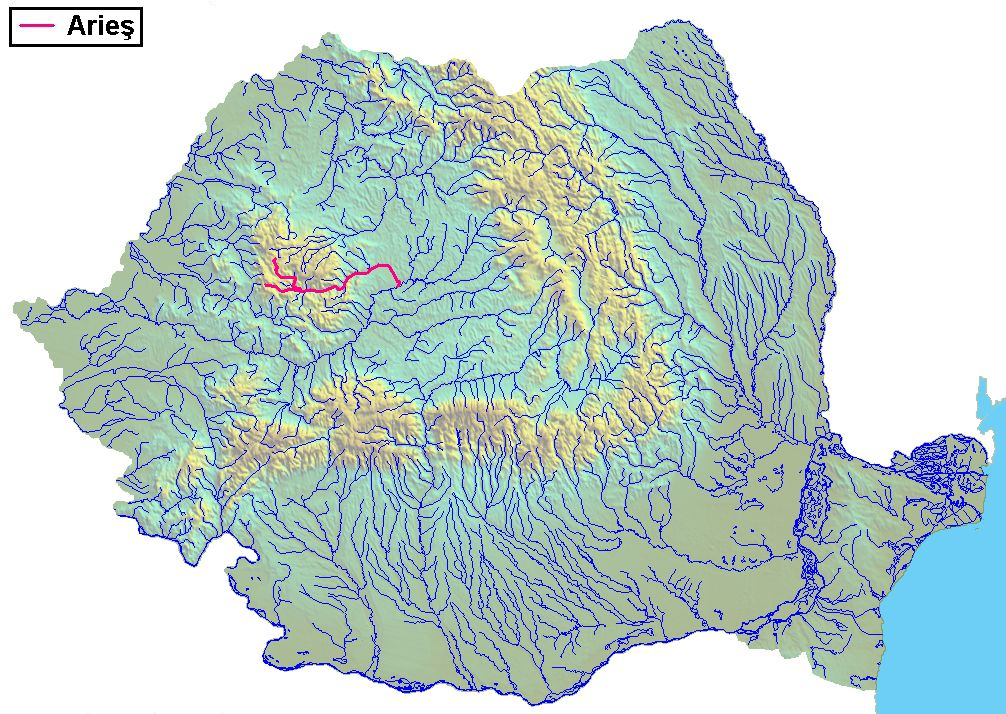
Арієш на мапі Румунії

Арієш( рум. Râul Arieș) — річка в Румунії, у повітах Алба, Клуж, Муреш. Права притока Муреші (басейн Чорного моря).

## Опис
Довжина річки 164 км, найкоротша відстань між витоком і гирлом — 78,87 км, коефіцієнт звивистості річки — 2,08 .

## Розташування
Бере початок на північно-східній стороні від села Бурзонешть повіту Апба у місці злиття Великого та Малого Арієшу. Спочатку тече переважно на північний схід і після міста Турда повертає на південний схід. Далі тече через Луна, Лункань, Глігорешт і між селами Гура-Арієшалуй та Стина-де-Муреш впадає у річу Муреш, ліву притоку Тиси.

## Цікавий факт
- Від витоку до міста Турда над річкою пролягає автошлях 75.[1]